# M1 (Stahlhelm)

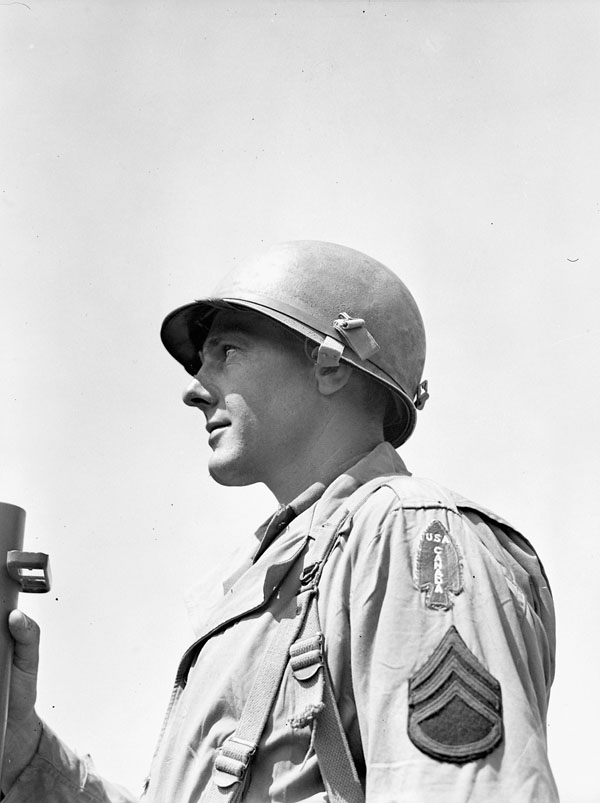
US-Soldat mit M1-Helm (1944)

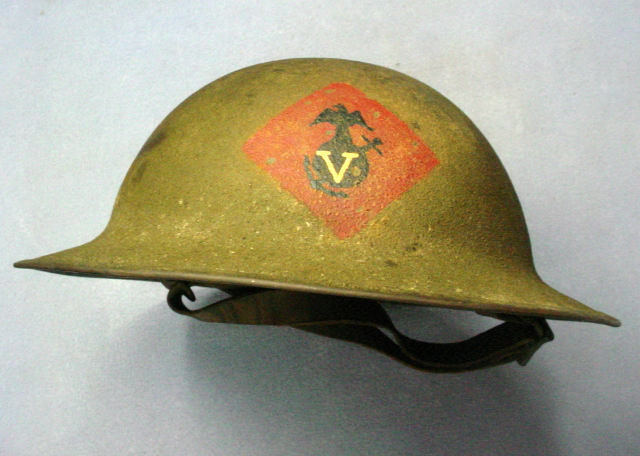
Das Vorgänger-Modell: M1917 Brodie-Helm der US Marines

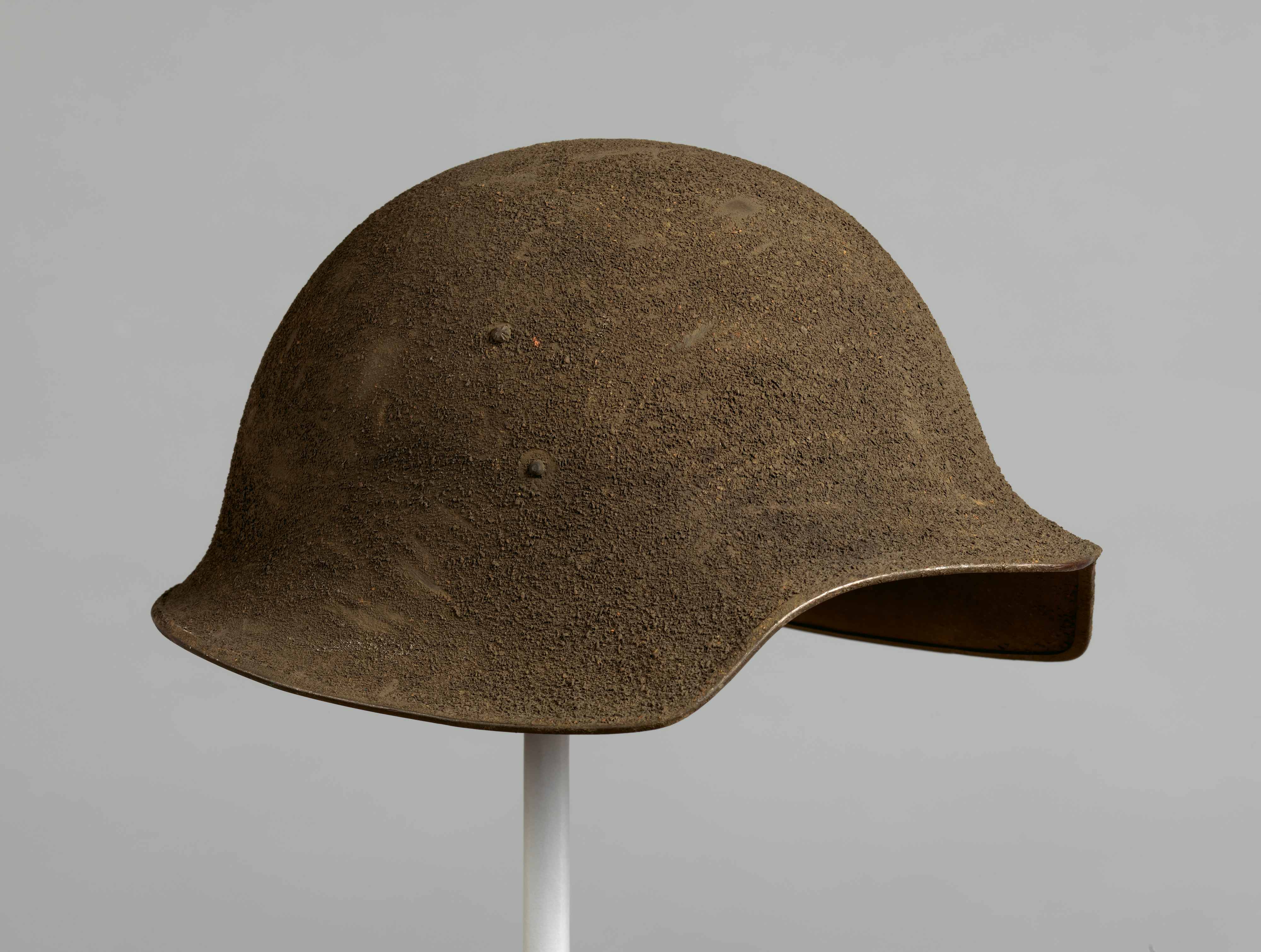
Das Modell 5, das den M1917 ersetzen sollte, aber nicht übernommen wurde

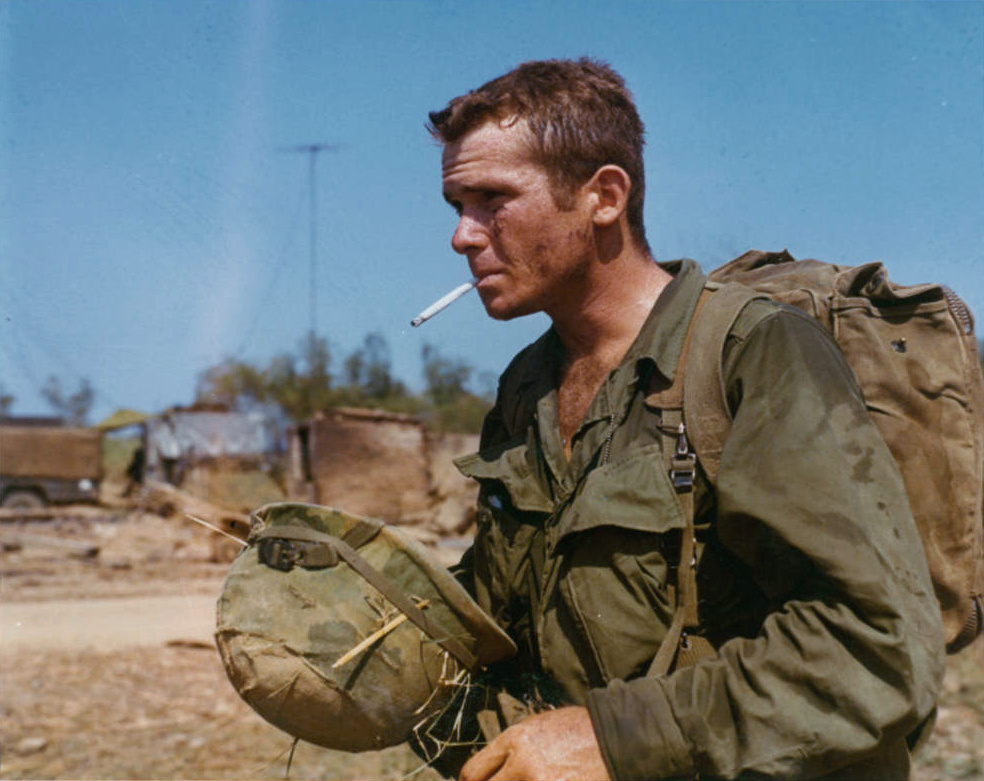
Amerikanischer GI in Vietnam

Der M1 ist ein Gefechtshelm, den das US-Militär von 1941 bis 1985 nahezu unverändert verwendete. Durch seinen Einsatz im Zweiten Weltkrieg, im Korea- und im Vietnamkrieg wurde er zu einem weltweiten Symbol für den amerikanischen GI. Allein während des Zweiten Weltkriegs wurden über 22 Millionen M1-Helme hergestellt.
Ab 1986 fand ein schrittweiser Ersatz durch den sogenannten „PASGT“-Helm (Personnel Armor System for Ground Troops) statt. Der M1-Helm wurde von zahlreichen Nationen (darunter anfangs auch von Deutschland) übernommen, oder als Grundlage für eigene Entwicklungen herangezogen, wie den späteren M1A1 der Bundeswehr.

## Hintergrund

### Vorgeschichte
Der im Ersten Weltkrieg von den US-Streitkräften unter der Bezeichnung M1917 Helmet eingesetzte, auf dem britischen Brodie-Modell basierende Helm wurde schon früh als unzureichend (fehlende Balance und Schutz des Kopfes vor seitlichem Feuer) eingestuft. So kam es schnell zu Forderungen bezüglich der Entwicklung neuer Formen. Eine dieser Formen, der Helm 5A, wurde für weitere Studien ausgewählt. Er war eine weiter geführte Version des Modell 5, das ab 1917 entwickelt wurde, aber wegen seiner Ähnlichkeit mit den deutschen Stahlhelmen (M16 und M18) nicht eingeführt wurde.
Nach dem Krieg wurden eine Reihe neuer Helmformen in Vergleichsversuchen zusammen mit dem M1917 und Helmen anderer Nationen getestet. Zwischen 1924 und 1926 durchgeführte Tests zeigten, dass der 5A zwar einen besseren Seitenschutz bot als der M1917, aber leichter von oben durchschlagen werden konnte und unter bestimmten Umständen die Gestaltung des Helms das richtige Halten und Abfeuern eines Gewehrs beeinträchtigte. 1934 führten weitere Tests zu der Entscheidung, den M1917 zu behalten. Lediglich das lederne Innenfutter wurde geändert, bevor er als M1917A1, übernommen wurde.
Während des Zweiten Weltkriegs und dem sich abzeichnenden Eintritt der USA in diesen Konflikt zeigte sich relativ schnell die inzwischen gravierende Untauglichkeit des amerikanischen Modells gegenüber der „modernen“ Kriegsführung „Bewegungskampf statt Grabenkrieg“: Der alte M1917, der Soldaten in Schützengräben hauptsächlich vor niedergehenden Granatsplittern, und Nahkampfangriffen (z. B. mit Grabenkeulen) schützen sollte, war in der aktuellen Situation unzureichend.

### Entwicklung
Die Ergebnisse der verschiedenen Versuche ergaben in der Zusammenfassung:

„…dass der ideal geformte Helm ein kuppelförmiger Helm ist, der im Allgemeinen der Kontur des Kopfes folgt, ausreichend gleichmäßigen Abstand zum Kopf für eventuelle Einbeulungen bietet, und vorne so tief gezogen ist, dass er die Stirn bedeckt, ohne die Sicht zu beeinträchtigen. Die Seiten sollen sich so weit wie möglich nach unten erstrecken, ohne den Gebrauch des Gewehrs oder anderer Waffen zu beeinträchtigen. Am Hinterkopf soll er so weit wie möglich hinabreichen, ohne dass der Nacken den Helm nach vorne auf den Kopf schieben kann, wenn der Träger die Bauchlage einnimmt. Die Frontplatten, die Seiten und der hintere Bereich sollen leicht nach außen gebördelt sein, damit Regen nicht in die Kragenöffnung laufen kann.“

Auf dieser Grundlage nahm die Entwicklungsabteilung unter der Leitung von Brigadegeneral Courtney Hodges die Schale des M1917 als Basis des neuen Prototyps, kürzte die umlaufende Krempe, fügte an der Front einen Schirm hinzu und verlängerte die Rückseite und die Seiten des Helms um den Kopf des Trägers. Dieser, als „TS-3“ bezeichnete Prototyp wurde aus sogenanntem U-Boot-Stahl gefertigt und erhielt außerdem ein neues Innenfutter mit einem verstellbaren Riemen für den Nacken, um ein Schaukeln des Helms zu verhindern. Erste Tests zeigten, dass der neue Helm einem aus nächster Nähe abgefeuerten .45 ACP-Pistolengeschoss widerstehen konnte, was die ursprüngliche Spezifikation übertraf. Der TS-3 erhielt am 6. Juni 1941 unter der Bezeichnung „Helmet, Steel, M1“ die offizielle Zulassung. Die Produktion in vollem Umfang begann unmittelbar danach.

## Design

### Außen- und Innenhelm
Ein besonderes Merkmal des M1 (und ein Vorteil gegenüber anderen Konzepten) ist seine „Zweiteilung“: Er besteht aus einem stählernen Außenhelm mit einem zweiteiligen Kinnriemen und einem Innenhelm aus Kunststoff, der das individuell verstellbare Innenfutter trägt. Im Innenhelm befindet sich ein zweiter (abnehmbarer) Kinnriemen, der meist am Hinterkopf über die Außenschale gezogen wurde, zur zusätzlichen Stabilisierung der beiden Komponenten.
Bei einer solchen zweiteiligen Konstruktion müssen für die Nieten, die den Innenteil halten, keine Löcher in die stählerne Helmschale gebohrt werden. Dies ist vorteilhaft, da diese Löcher den ballistischen Schutz schwächen würden.
Der Außenhelm kann nicht ohne den Innenhelm getragen werden, da ihm jede „Dämpfung“ fehlt. Umgekehrt kann der Innenhelm auch ohne Außenhelm getragen werden, bietet dann aber den vergleichbar geringen Schutz eines Bauhelms vor herabfallenden Gegenständen oder Stößen.
Das zweiteilige Design des M1 führte zu einigen neuartigen Verwendungen: Wenn der Außenhelm vom Innenhelm getrennt wurde, konnte die Schale als Schanzwerkzeug, Hammer, Waschbecken, Eimer, Schüssel und als Sitz verwendet werden. Die Schale wurde auch als Kochtopf verwendet, aber davon wurde abgeraten, da dies die Metalllegierung spröde macht.
Das Gewicht der ersten M1-Helme betrug etwa 1,3 kg (2,85 lbs), einschließlich Innenhelm und Kinnriemen.
Nach Kriegsende wurde die Produktion, auch wegen des beginnenden „kalten Kriegs“ mit regelmäßigen Verbesserungen fortgesetzt: 1955 wurde eine Öse an der Vorderseite des Innenhelms entfernt, der ab 1964 aus laminiertem Nylon gefertigt wurde. 1975 wurde ein neues Kinnriemen-Design eingeführt. Viele Soldaten trugen die gewebten Kinnriemen offen oder um die Rückseite des Helms geschlungen und zusammengesteckt.

### Aufbau (Übersicht)

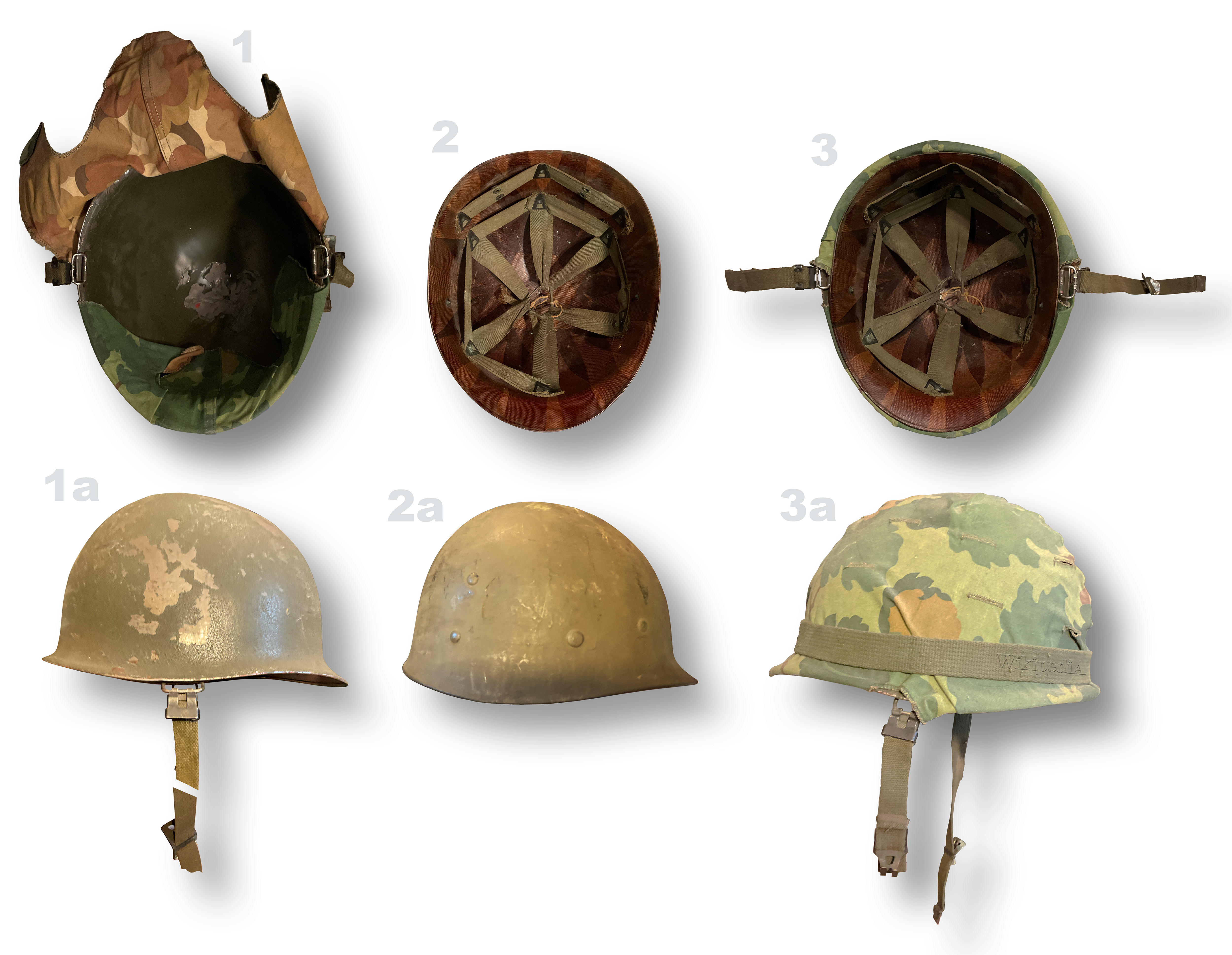
Die verschiedenen Komponenten des M1 (Erklärung siehe Tabelle)

| No. | Beschreibung |
| --- | --- |
| 1   | Innenseite des stählernen Außenhelms, an dem nur der zweiteilige Kinnriemen befestigt ist. Die Lappen des Tarnüberzugs (die den Überzug zw. Außen- und Innenhelm fixieren) sind im oberen Teil zurückgeklappt, und zeigen die zweifarbige Ausführung (siehe unten). |
| 1a  | Der Außenhelm (rechte Seite / ohne Tarnüberzug). Deutlich zu erkennen, die durch das Fehlen von Nietbohrungen, durchgängige sehr stabile Schale. |
| 2   | Blick in den, aus laminiertem Nylon gefertigten Innenhelm, mit dem (leicht beschädigten) Helmfutter. Die ledernen Kinnriemen sind hier entfernt, die Nieten aber noch (mittig an den Seiten) erhalten                                                               |
| 2a  | Der Innenhelm (rechte Seite). Deutlich zu erkennen, die Nieten, die das Helmfutter halten |
| 3   | Der komplette M1-Helm, mit Außen- und Innenhelm und dem zwischen den beiden Helmschalen fixierten Tarnüberzug |
| 3a  | Der komplette M1-Helm (linke Seite). Die Schlitze im Überzug dienten zum zusätzlichen Anbringen von Vegetation zur Tarnung |

## Tarnung

### Allgemeines
Die Helmüberzüge wurden alle aus zwei halbkreisförmigen Stoffstücken hergestellt, die zusammengenäht wurden, um eine kuppelartige Form zu bilden, die der Form des Helms entsprach. Sie wurden am Helm befestigt, indem ihre offenen Enden in die Außenschale gefaltet wurden und dann der Innenhelm darin platziert wurde, wodurch das Tuch zwischen den beiden Komponenten fixiert wurde. Um den Helm herum wurde oft ein olivgrünes Gummiband getragen, das zusätzliche Tarnmaterialien aufnehmen sollte. Speziell aus dem Vietnamkrieg sind unzählige Bilder überliefert, auf denen dieses Gummiband zur Befestigung von „persönlicher Ausrüstung“ (Zigaretten- oder Verbandpäckchen, Insektenschutzmittel, und auch privater Fotos) genutzt wurde.

### Zweiter Weltkrieg
Die US-Armee verwendete anfangs häufig Netze, um den Glanz der Helme bei Nässe zu verringern und das Hinzufügen von Sackleinen oder natürlicher Umgebungs-Vegetation zu Tarnzwecken zu ermöglichen. Die meisten Netze wurden aus Beständen der britischen oder kanadischen Armee erworben oder aus größeren Tarnnetzen geschnitten. Ende 1942 führte das United States Marine Corps eine durchgehende Stoffabdeckung mit Tarnmuster für seine Einheiten ein. Der Überzug wurde aus Baumwoll-Fischgräten-Twill-Stoff hergestellt und hatte auf der einen Seite ein „waldgrünes“ Muster und auf der anderen ein „braunes Koralleninsel“-Muster.

### Koreakrieg
Nach dem Zweiten Weltkrieg wurden keine neuen Bezüge ausgegeben und zu Beginn des Koreakrieges mussten viele Soldaten Bezüge aus Jute-Sandsäcken oder Fallschirmstoff improvisieren. Wie schon während der Ardennenoffensive stellten auch in Korea Soldaten weiße Helmbezüge als Tarnung in verschneiten Gebieten her. Sie wurden nicht an Soldaten ausgegeben, so dass viele Soldaten sie einfach aus einem weißen Tuch, einem Stück Hemd oder einer Tischdecke herstellten.

### Vietnamkrieg
1963 führten die US-Army und das Marine Corps eine neue wendbare Stoffhülle namens „Mitchell Pattern“ ein, die mit einem grünen Blattmuster auf der einen Seite und einem orange-braunen Wolkenmuster auf der anderen Seite versehen war. Dieser Typ war in Vietnam fast allgegenwärtig, da die Army hier zum ersten Mal die Helme mit dem Stoffüberzug als allgemeine Grundausstattung ausgab. In Vietnam wurde fast ausschließlich die grüne Seite („Dschungelmuster“) der wendbaren Stofftarnung außen getragen.

### NATO
Helmüberzüge mit der (europäischen) Waldtarnung „Woodland“ wurden für Einsätze im Europäischen Raum (NATO) entwickelt und ab Ende der 1970er Jahre zur „Post-Vietnam-Tarnung“ des US-Militärs. Die Woodland-Überzüge waren nicht wendbar, da sie nur auf einer Seite bedruckt waren, obwohl es einige seltene Beispiele für Wüstentarnungen gibt.

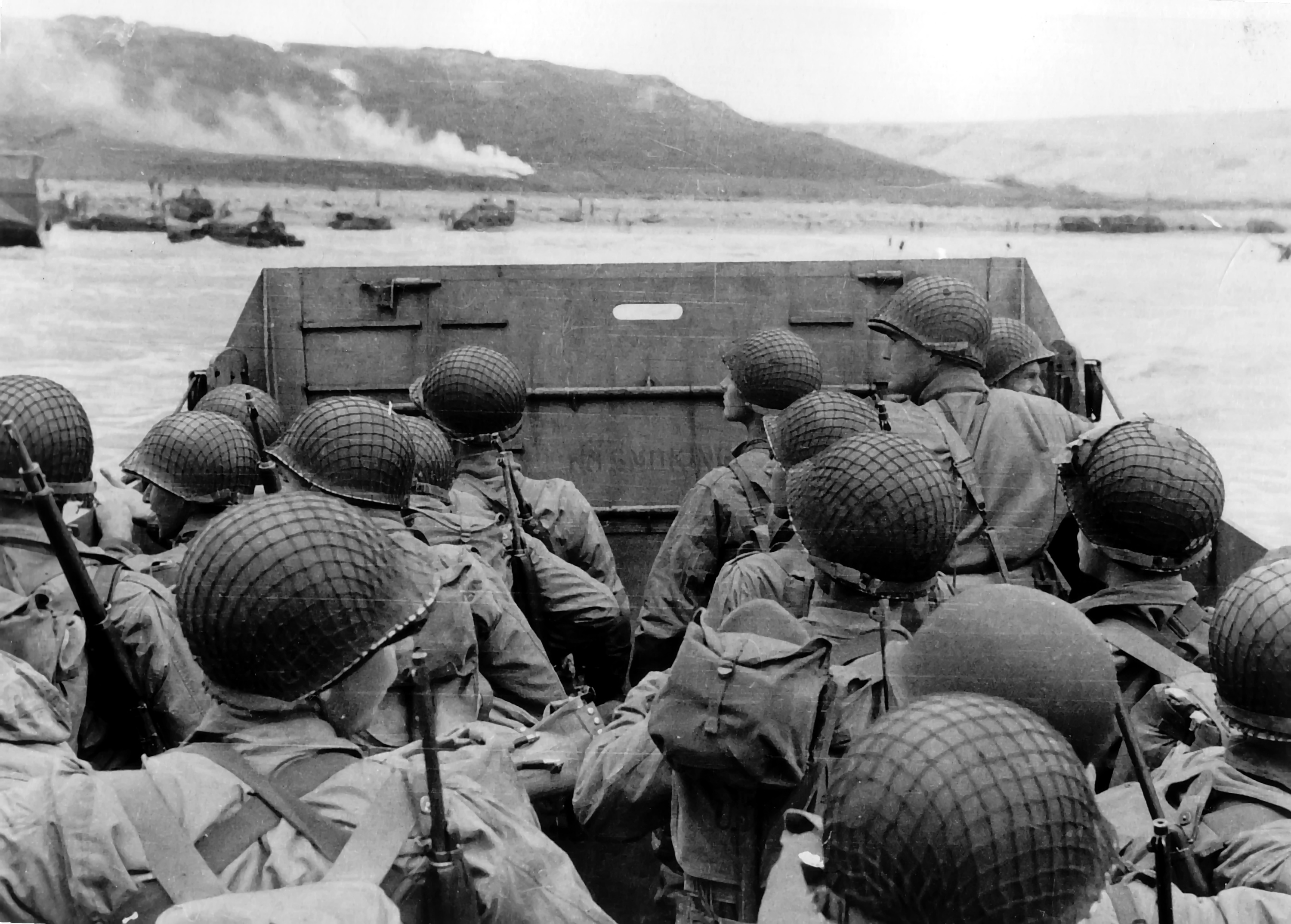
M1 mit dem Netzüberzug, wie er im II. Weltkrieg eingesetzt wurde (hier am „Omaha Beach“ am „D-Day“, 6. Juni 1944)
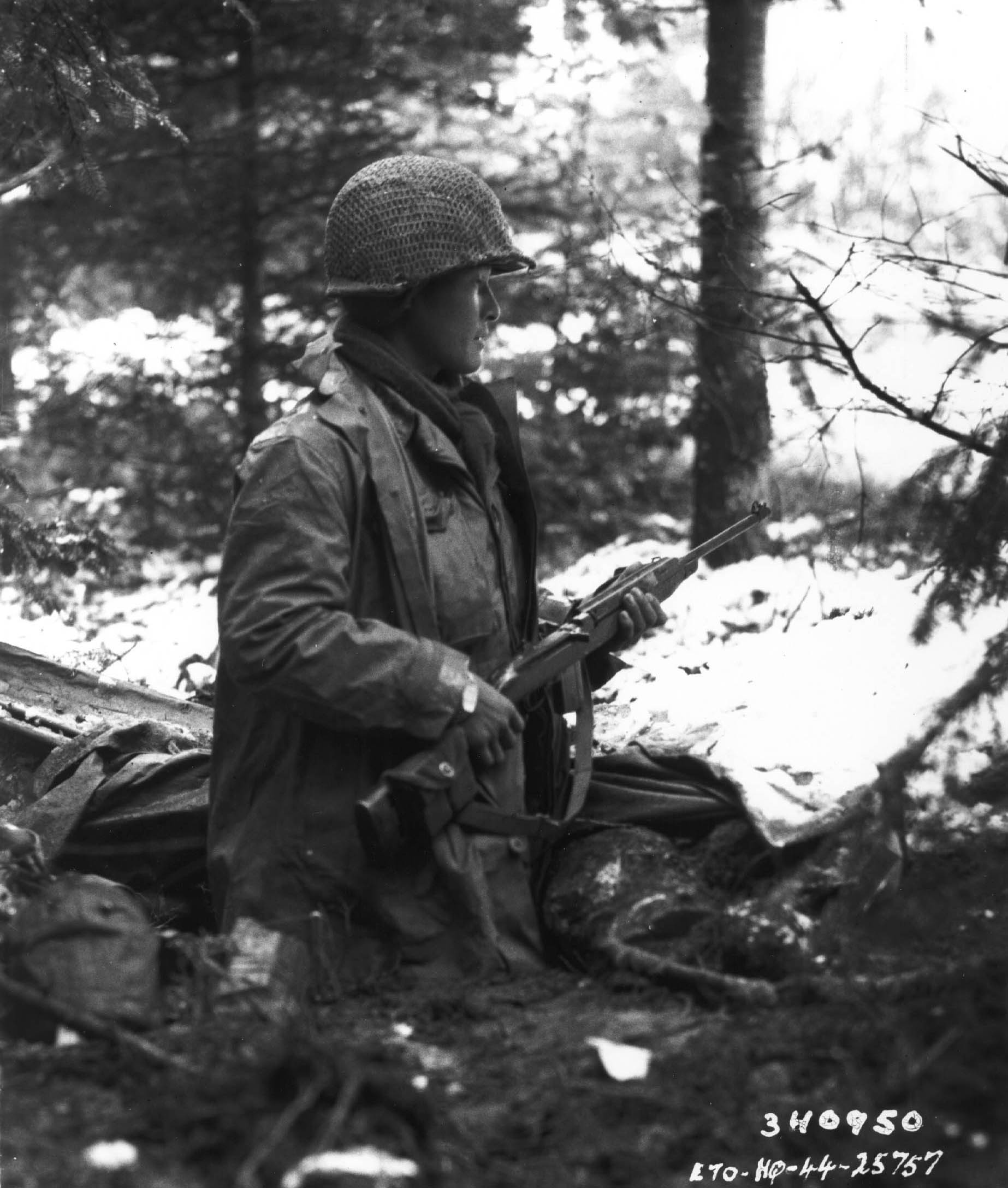
Vom Netzüberzug gab es auch eine Version mit engeren Maschen, die in erster Linie das Glänzen des nassen Helms verhindern sollte (hier Frankreich, November 1944)
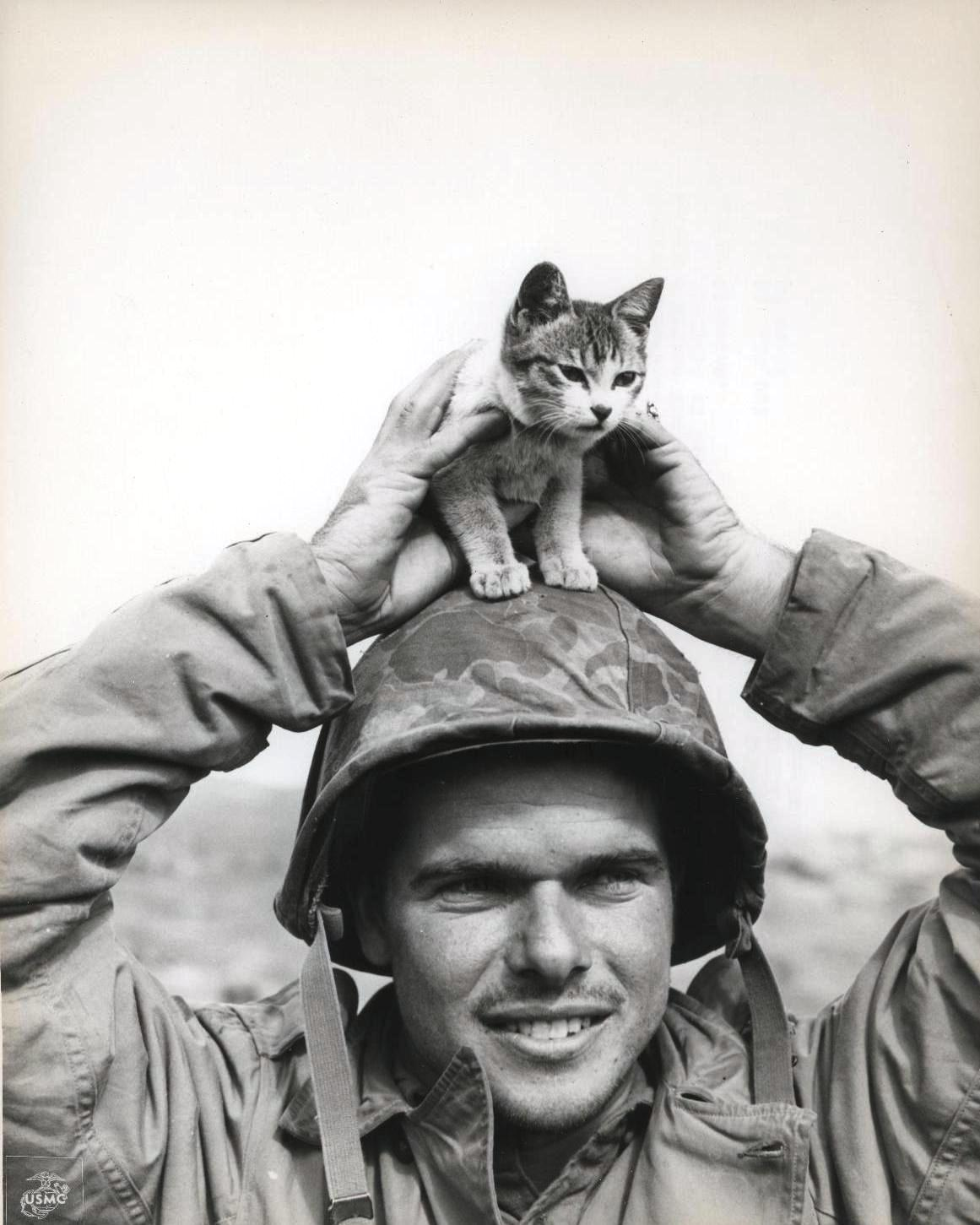
Die US-Marines setzten als Erste Stoffüberzüge ein (hier während der Schlacht um Iwo Jima, März 1945)
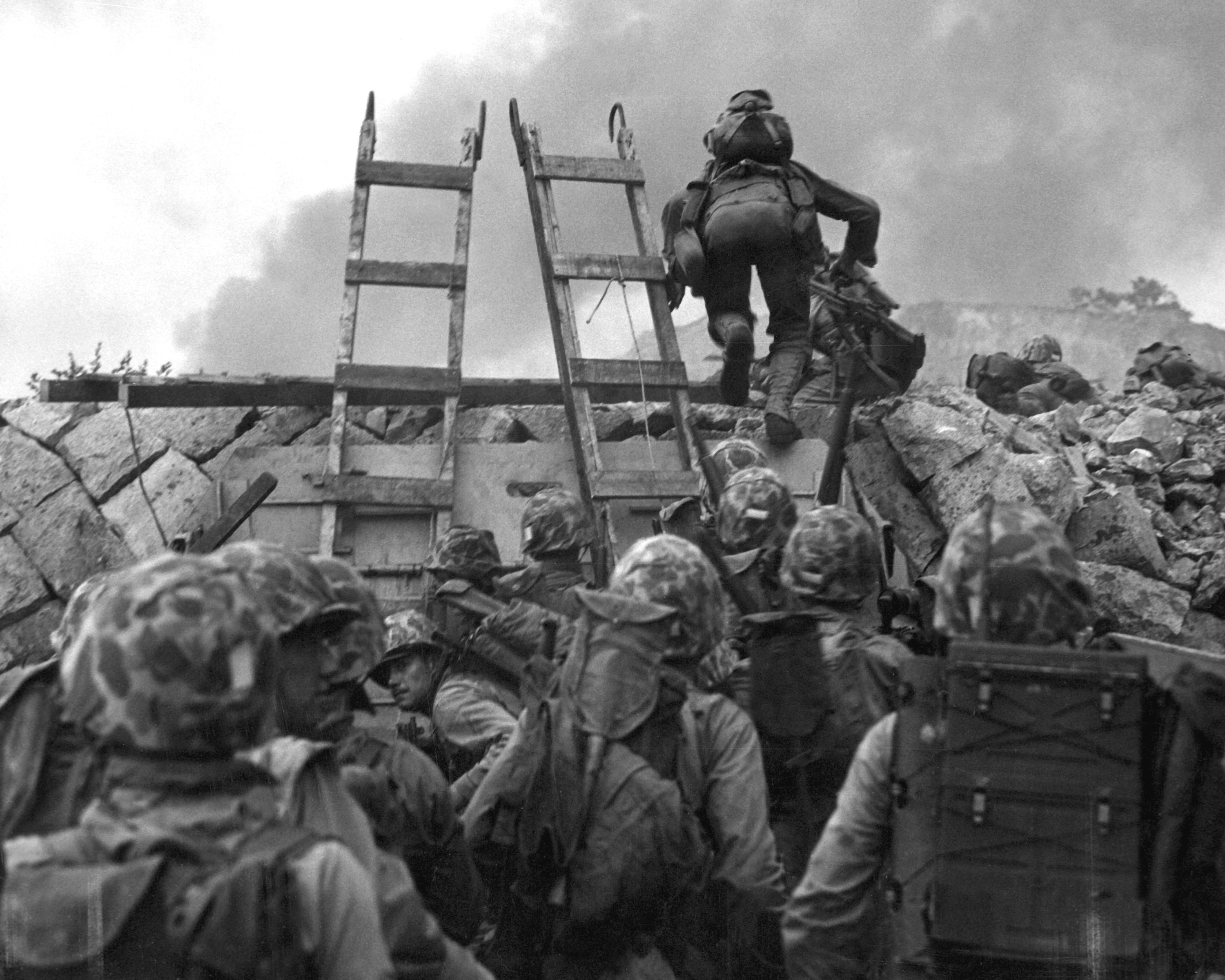
US-Marines während des Koreakrieges, mit dem M1 und einem leicht überarbeiteten Tarnschema (hier bei Incheon, 15. September 1950)
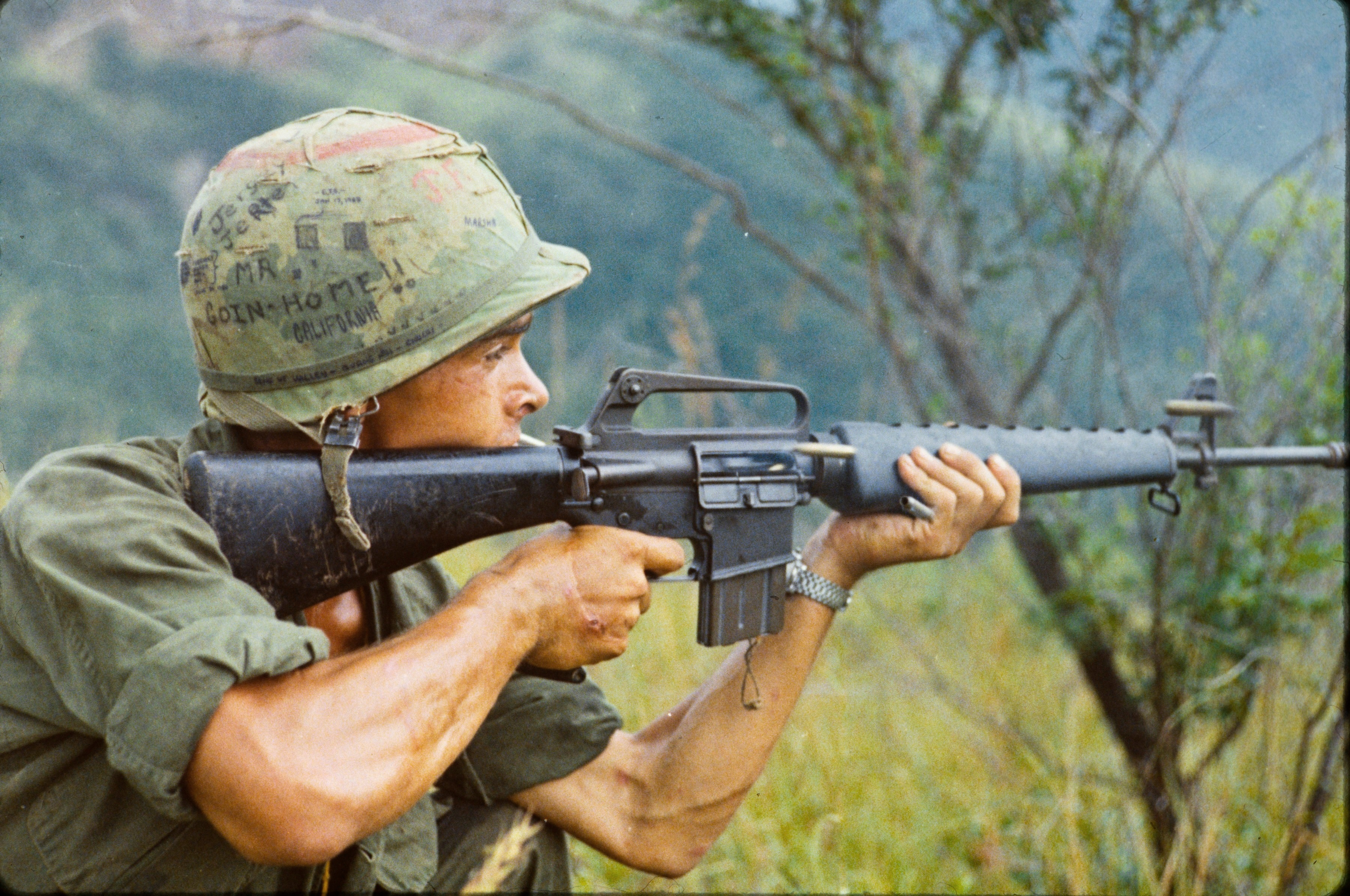
G.I. während des Vietnamkriegs, mit den damals sehr verbreiteten „Helm-Graffiti“ (hier Provinz Quang Ngai, 8. September 1967)
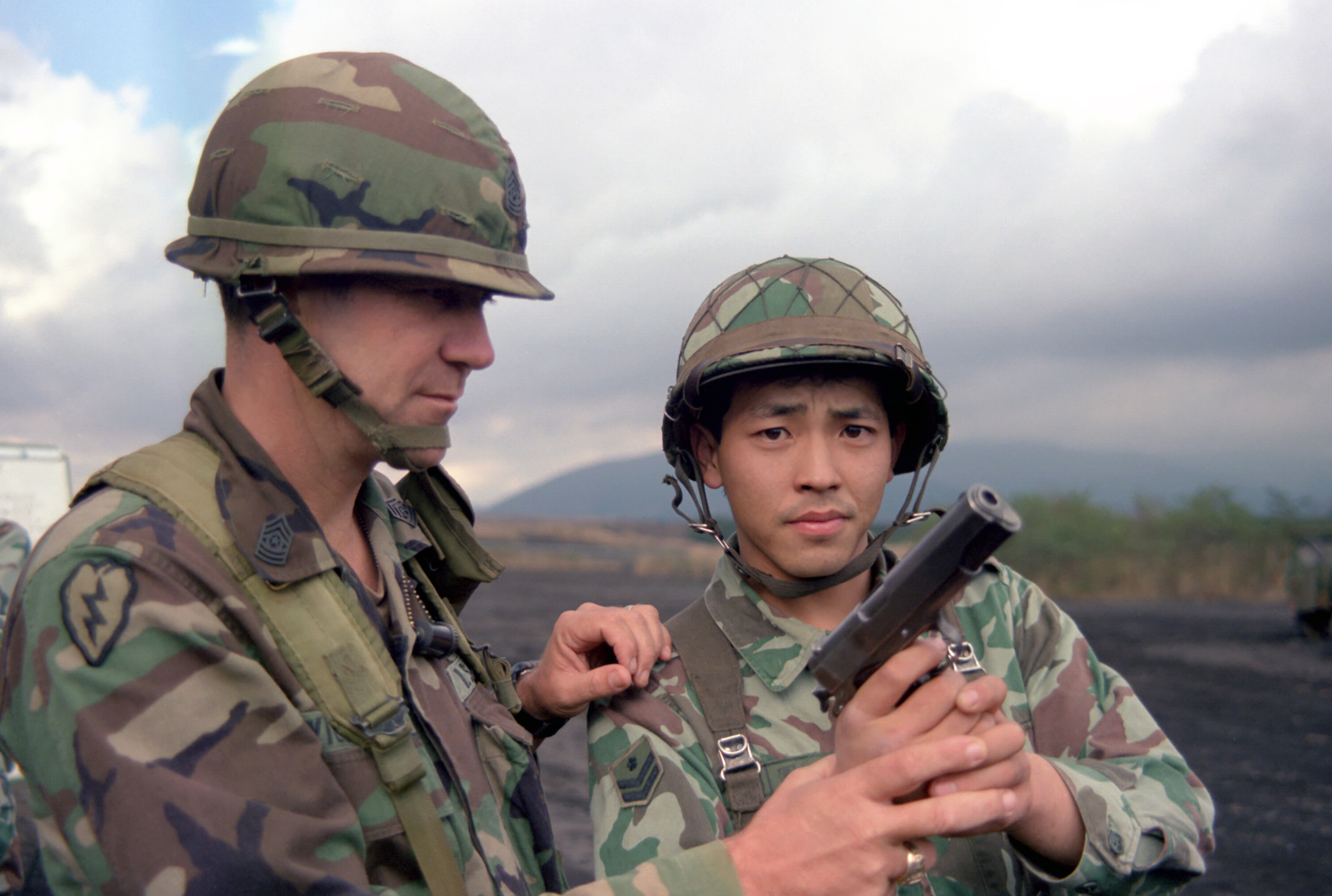
Ausbilder (links) mit der hauptsächlich für den NATO-Einsatz konzipierten „Woodland“-Tarnung an Helm u. Uniform (hier bei der Übung „Orient Shield '85.“)
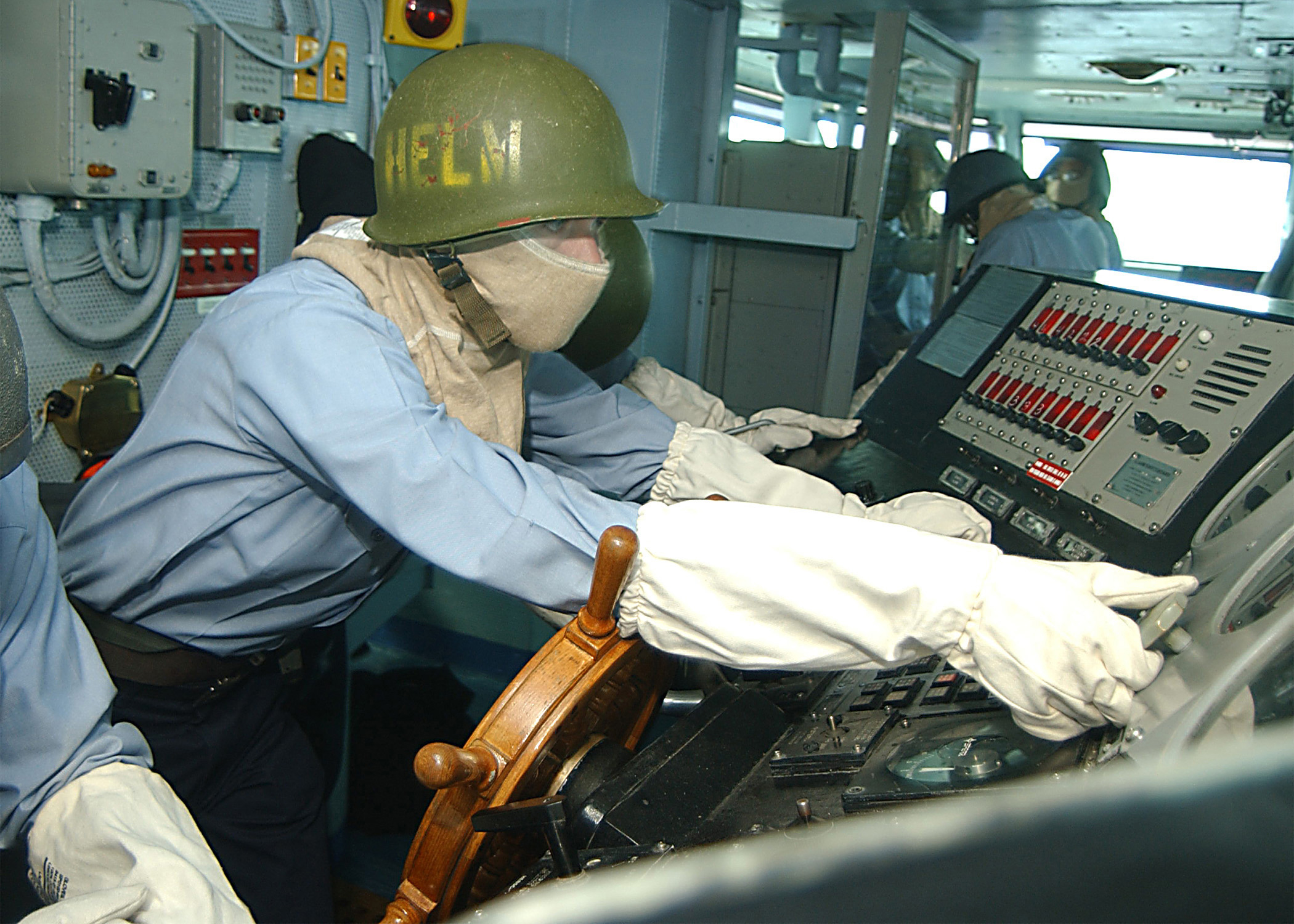
Navy-Angehöriger mit dem M1, ohne den unnötigen Tarnüberzug, aber mit angelegter Feuerschutzausrüstung (hier an Bord der USS George Washington (CVN 73), 30. April 2002)

## Varianten

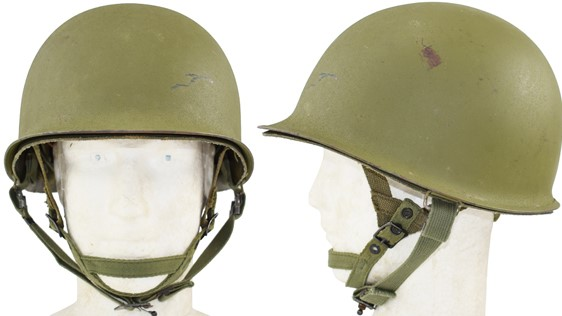
Der M1C mit den geänderten Halteriemen für Fallschirmjäger

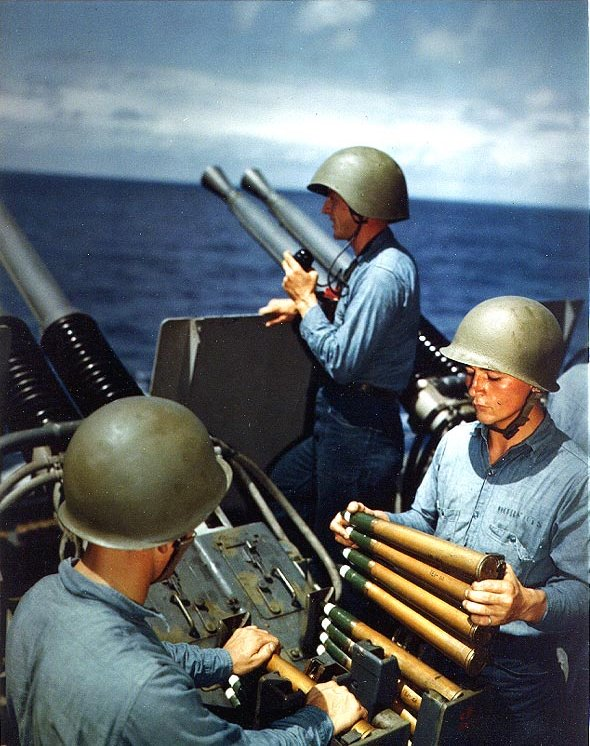
Im Hintergrund ein Soldat mit dem Mk II „Talker“, vorne 2 Soldaten mit dem regulären M1

### M1C-Helm
Der M1C war eine Variante des M1, die von der US Army speziell für Fallschirmjäger ausgegeben wurde. Er ersetzte gegen Ende des Zweiten Weltkrieges den bis dahin von den „Paras“ verwendeten M2.
Er unterscheidet sich in erster Linie durch die Anbringung und Befestigung der Halteriemen, die den Helm bedeutend sicherer und strammer am Kopf fixierten, zum Beispiel beim Ruck des Fallschirm-Öffnens oder bei der Landung. Der Innenhelm (der sog. „Liner“) des M1C hatte, wie die meisten Fallschirmjäger-Helme, einen zusätzlichen Satz Riemen, die an der Seite des Innenhelms befestigt waren, um die Verwendung eines Vierpunkt-Kinnriemens mit lederner Kinnschale zu ermöglichen.
Trotz dieser Unterschiede zwischen dem M1C und dem Standard-M1-Helm ist die Schale des M1C praktisch identisch mit Standard-Helm. So passt der Innenhelm eines M1C problemlos in die Außenschale eines jeden M1-Helm.

### USAAF M3 „Flak“ Helm
Ebenfalls auf dem M1 basiert der M3-Helm. Er wurde eingeführt, als die USAAF begann, von Flugplätzen in England aus, über dem deutschen Reich mit Tagangriffen zu operieren. Um den Bomberbesatzungen gegen die durch das Flakfeuer verursachten Schrapnell-Verletzungen am ganzen Körper und am Kopf wenigstens einen gewissen Schutz zu bieten, begann die Air Force mit der Entwicklung von Anti-Flak-Ausrüstung. Ganz am Anfang war der Kopfschutz ein normaler M-1-Helm: Hier wurde der stählerne Außenhelm stark überarbeitet: an den Seiten wurde der Helm halbkreisförmig eingeschnitten und mit klappbaren, gepanzerten Ohrmuscheln versehen, die dazu dienten, die von den Flugzeugbesatzungen getragenen Headsets aufzunehmen.

### US Navy Mk II „Talker“ Helm
Nur noch sehr entfernt mit dem M1 hat der MK II „Talker“ zu tun. Er wurde ab 1942 von der US Navy speziell an Seeleute ausgegeben, die an Deck stationiert und mit der Übermittlung von Befehlen per Telefon beauftragt waren. Der neue Helm sollte „exponiertes Deckpersonal“ schützen und ein Telefon-Headset aufnehmen können. Außerdem musste der Helm mit Gasmaske und Fernglas verwendbar sein. Mit dem regulären M1 hatte er nur noch den hochfesten nichtmagnetischen Hadefield-Manganstahl und Komponenten des Gurtzeuges aus dem Innenhelm gemeinsam. Der als „USN MK-2“ bezeichnete Helm war bis zu seiner Ausmusterung in den 1980er Jahren der größte Helm, der im US-Militär eingesetzt wurde.

## Effizienz

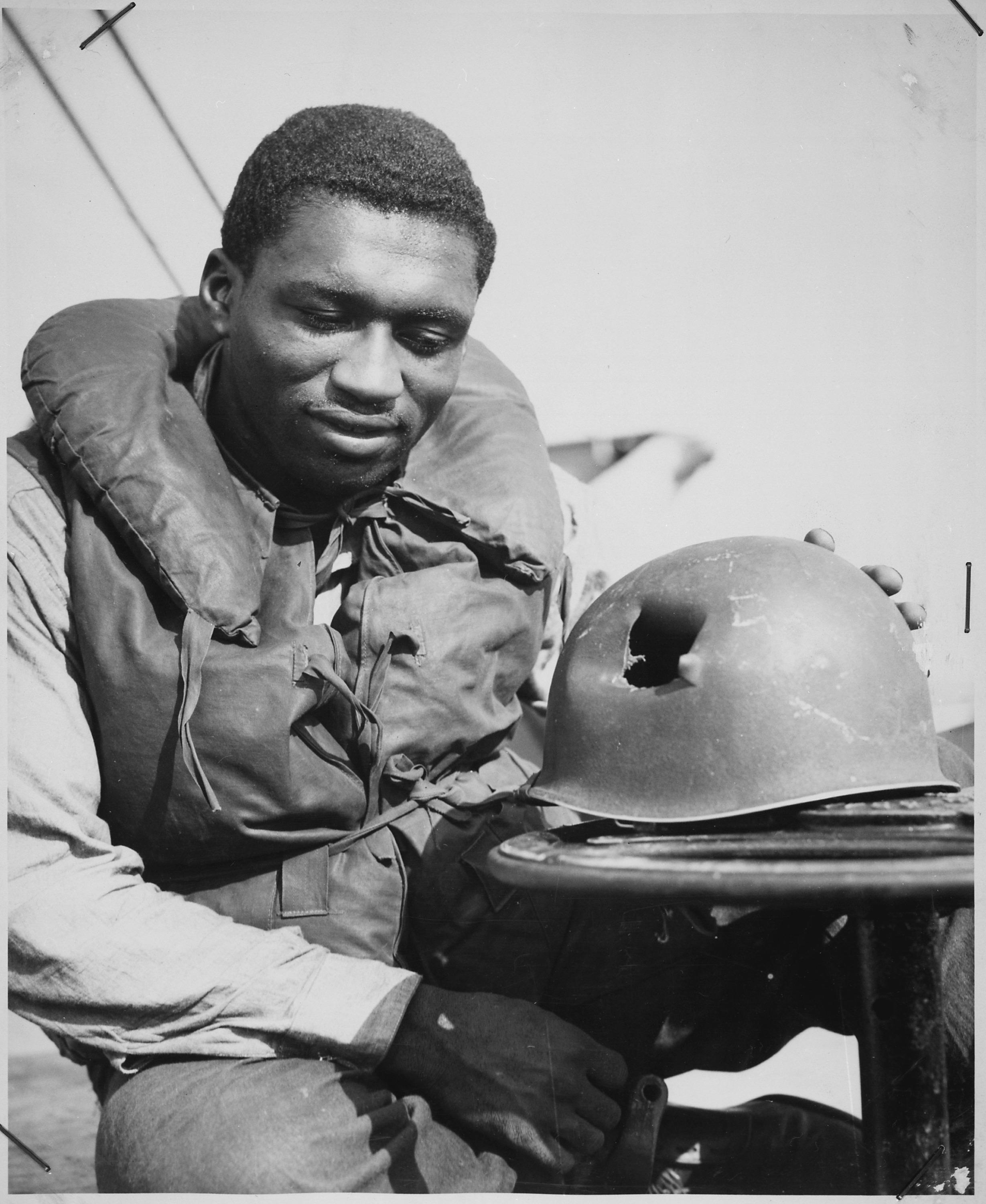
Amerikanischer Soldat mit seinem durch Schrapnell-Treffer zerstörten Helm. Er selbst trug nur oberflächliche Verletzungen davon

Nachkriegsanalysen der Opferzahlen des US Army Operations Research Office ergaben, dass 54 Prozent der Treffer auf den M1-Helm nicht durchdrangen, und es wurde geschätzt, dass 70.000 Soldaten durch das Tragen des M1 von Tod oder schwerer Verletzung verschont blieben.

## Sonstiges (Trivia)
Der M1-Helm wurde zu einem Symbol der amerikanischen Militärpräsenz und fand seinen vorläufigen Höhepunkt in der ikonografischen Darstellung auf dem offiziellen Promotionplakat des Films Full Metal Jacket (1987) von Stanley Kubrick.
Im Vorspann des Filmes Der längste Tag (1962) spielt ein am Strand liegender, umgedrehter M1-Helm eine zentrale Rolle.